# 帕特·麦卡琴
帕特·麦卡琴（英語：Pat McCutcheon，1987年6月24日—），澳大利亚男子橄榄球运动员。他曾代表澳大利亚七人制国家队参加2010年英联邦运动会七人制橄榄球比赛，获得一枚银牌。